# Pedro Lira Urquieta
Pedro Lira Urquieta (Santiago, 16 de julio de 1900-Ibidem, 26 de noviembre de 1981), fue un abogado y jurista chileno.
Estudioso de la filología y la historia, fue secretario perpetuo de la Academia Chilena de la Lengua, y miembro correspondiente de la Real Academia Española y de las academias de Colombia, México, Paraguay y Uruguay.

## Biografía
Realizó sus estudios primarios y secundarios en el Liceo Alemán de Santiago. Estudió derecho en la Pontificia Universidad Católica de Chile, de donde se tituló de abogado en 1926. Ese mismo año fue administrador de la Caja de Seguro Obrero Obligatorio.
En 1931 comenzó su carrera académica como profesor de la cátedra de Derecho Civil en la Facultad de Ciencias Jurídicas, Políticas y Sociales de la Pontificia Universidad Católica de Chile. En la década de 1940 fue nombrado director de la Escuela de Derecho de la Universidad Católica, y entre 1952 y 1968 fue designado decano de la Facultad de Derecho. Desde 1934 hasta 1968, fue profesor de la Universidad de Chile.
Entre 1963 y 1965, se desempeñó como embajador de Chile ante la Santa Sede.
Contrajo matrimonio en la capilla de la Universidad Católica el 26 de abril de 1942 con Luz Larraín Vial, quien falleció al nacer la tercera hija de ambos, en 1956. Pedro Lira falleció en Santiago, a los 81 años, el 26 de noviembre de 1981.

## Obras
- Desde Europa (1937).
- El régimen de las aguas en Chile (1940) (en colaboración con Lorenzo de la Maza).
- Temas chileno-argentinos (1941).
- Temas Hispano-americanos (1942).
- Balmes, Newton y Felipe II (1942).
- El Código Civil y el Nuevo Derecho (1944).
- El padre Alonso de Ovalle, el hombre-la obra (1944)
- La partición de bienes (1948).
- Estampas de Italia (1948).
- Andrés Bello (1948).
- Estampas Mexicanas (1951).
- El Código Civil y su época (1956).
- José Miguel Carrera (1960).
- Don Carlos (1962).
- Vocablos Académicos y Chilenismos (1969).
- Crónicas de Roma (1969).